# Février 1843

## Événements
- 5 février, France : Scaramouche de Gobineau commence à paraître dans L'Unité. La suite paraîtra les 26 février et 2 mars.
- 8 février :
  - Tremblement de terre à Pointe-à-Pitre.
  - Les événements inspirent Paulin Gagne, fou littéraire, qui compose l'« Océan des catastrophes », poème sur tous les désastres qui ont eu lieu dans le monde le 8 février 1843
- 12 février, France : dans L'Unité, Gobineau discute vivement les idées politiques que Quinet a exprimées dans sa retentissante étude De la teutomanie, parue dans la Revue des Deux Mondes du 15 décembre 1842. Son article est un plaidoyer sérieux en faveur de l'Allemagne.
- 13 février : Lord George Paulet (en) s'empare d'Hawaii au nom du Royaume-Uni.
- 16 février :
  - Uruguay : Montevideo est assiégée par les blancos et le dictateur argentin Rosas (fin en 1851).
  - Au Théâtre de l'Odéon, reprise de Lucrèce Borgia, de Victor Hugo.
- 16 février - 24 mars : victoires de Charles James Napier aux batailles de Mianee et de Dabo. Le Royaume-Uni occupe le Sind en Inde : malgré l’abandon officiel de la politique expansionniste de Wellesley, Londres annexe le Sind après la mort de son souverain Ranjit Singh, pour consolider la frontière sur l’Indus (1839).

## Naissances
- 6 février : Paul Sébillot, ethnologue français († 1918).
- 10 février : Adelina Patti, chanteuse d'opéra (soprano colorature) italienne. († 27 juillet 1919).
- 18 février : Sidney Irving Smith (mort en 1926), zoologiste américain.
- 24 février : Teófilo Braga, poète, historien de la littérature, essayiste et homme politique portugais.

## Décès
- 14 février : Rigores (Roque Miranda Conde), matador espagnol (° 16 août 1799).